# Marguerite De La Motte
Marguerite De La Motte, född 22 juni 1902 i Duluth, Minnesota, död 10 mars 1950; amerikansk skådespelare.
Hon studerade dans för Anna Pavlova och gjorde filmdebut 1918. Denna lilla brunett vann snart stor popularitet och medverkade i flera filmer mot Douglas Fairbanks där hon spelade föremålet för hans kärlek. Hennes popularitet minskade när ljudfilmen kom, men hon fortsatte att ha en och annan liten roll.
Hon var gift med skådespelaren John Bowers. Hon avled av en blodpropp i hjärnan 47 år gammal.

## Filmografi (urval)
- Arizona (1918)
- Zorros märke (1920)
- De tre musketörerna (1921)
- In Love With Love (1924)
- The Last Frontier (1926)
- Broadway Madness' (1927)
- Mannen med järnmasken (1929)
- A Woman's Man (1934)